# The Magic Order
The Magic Order est une série de comics scénarisée par Mark Millar et illustrée par plusieurs dessinateurs : Olivier Coipel (volume un), Stuart Immonen (volume deux), Gigi Cavenago (volume 3) et Dike Ruan (volume 4). Le style est du fantastique contemporain parfois très sombre, avec des incursions dans l'horreur gore mêlée d'humour noir.
La bande dessinée est centrée sur l'Ordre de la Magie (the Magic Order), un groupe secret de cinq familles de magiciens chargés de protéger le monde des menaces surnaturelles. Les membres de l’Ordre mènent une vie apparemment normale, cachant leur véritable nature au reste de la société.

## Intrigue du premier volume
L'Ordre de la Magie est un groupe de cinq familles de magiciens. Les membres de l'Ordre sont autorisés à vivre parmi le reste de la société tout en utilisant secrètement leur magie pour protéger le monde des menaces surnaturelles et magiques. L'histoire se concentre sur les Moonstone, l'une des familles constituant l'Ordre.
L'assassinat d'un de leurs magiciens, Eddie Lisowski, alerte les membres de l'Ordre, qui déduisent alors qu'un ennemi inconnu a l'intention de les éliminer un à un. Leonard Moonstone et son fils Regan assistent à l'enterrement de Lisowski, alors que Madame Albany et ses comparses magiciens noirs interrompent les funérailles et menace la famille endeuillée.

## Personnages

### Léonard Moonstone
Patriarche de la famille Moonstone et chef de l'Ordre, c'est un magicien professionnel se produisant sous le nom de « Moonstone le Magnifique » au Coliseum Theatre. Leonard s'est séparé de sa femme. Bien qu'au départ dubitatif, il souhaite corriger le tir avec elle et rétablir les liens avec sa fille Cordelia.

### Cordélia Moonstone
C'est la fille de Léonard, animatrice de fêtes d'anniversaire, prestidigitatrice et escapologue professionnelle le jour. Bien que très courageuse, elle est rebelle et passablement imprudente, utilisant ses pouvoirs publiquement pour attirer l'attention. Souvent alcoolique, Cordélia désire faire ses preuves auprès de son père, mais devient souvent le mouton noir de la famille.

### Regan Moonstone
Fils cadet de Leonard et propriétaire d'une discothèque à Boston le jour, Regan est le fils le plus fiable de Leonard, l'accompagnant souvent lors de ses performances. Il est hélas impétueux, et résout fréquemment les situations par la violence.

### Gabriel Moonstone
C'est le fils aîné de Léonard. Bien qu'il soit un magicien extrêmement doué, il mène une vie banale avec sa femme Louise et a abandonné le monde magique depuis la mort de sa fille Rosetta dans un accident impliquant sa baguette magique.

### Edgar Moonstone
Le frère de Leonard, souvent appelé oncle Edgar, et gardien du château de Moonstone. Il est sous-entendu qu'Edgar est doté de pouvoirs magiques apocalyptiques et se terre dans le château familial pour « protéger le monde de lui-même ». On le voit souvent avec son animal de compagnie, le ptérodactyle Isaac.

### Madame Albany
Cousine de Léonard, fille de Conrad et principale antagoniste du premier volume. Elle est dangereusement instable, vile et impitoyable. Elle souhaite détruire l'Ordre et renverser son autorité sur le monde magique.

### Edith la bibliothécaire
Membre de l'Ordre Magique et gardienne de la bibliothèque magique du château de Moonstone.

## Publication

### Recueils originaux
Les recueils originaux sont édités par Image Comics aux États-Unis depuis 2019. Chaque volume regroupe six fascicules, le premier ayant été publié le 13 juin 2018.
La série appartient à Netflix, qui a racheté l'éditeur Millarworld en 2017. Elle est la première série de Millarworld publiée depuis ce rachat.
- The Magic Order, Vol. 1 (#1-6), avril 2019  (ISBN 978-1534308718)
- The Magic Order, Vol. 2 (#1-6), mai 2022  (ISBN 978-1534322202)
- The Magic Order, Vol. 3 (#1-6), février 2023  (ISBN 978-1534324695)
- The Magic Order, Vol. 4 (#1-6), août 2023  (ISBN 978-1534399822)

### Traduction française
Les versions françaises sont publiées par Panini Comics en France depuis mai 2019, avec une traduction effectuée par Thomas Davier.
- The Magic Order, tome 1, 2 mai 2019  (ISBN 978-2809477153)
- The Magic Order, tome 2, 16 août 2022  (ISBN 979-1039109215)
- The Magic Order, tome 3, 4 juillet 2023  (ISBN 979-1039118583)
- The Magic Order, tome 4, 22 mai 2024  (ISBN 979-1039124744)

## Développement
Mark Millar a décrit The Magic Order comme « les Sopranos rencontrent Harry Potter, une enquête policière fantastique et magique ». Millar a déclaré qu'il avait rationalisé le fait que les monstres n'existaient apparemment pas en pensant qu'il y avait des gens qui s'en occupaient avant que le grand public les remarque. Les bandes dessinées ressembleront aux Sopranos dans la mesure où leurs vies souterraines côtoient les vraies. Millar a également décrit la structure narrative de base comme le Roi Lear mais avec des baguettes magiques.

## Réception critique
La version originale a obtenu d'excellentes critiques sur l'agrégateur de critiques ComicBookRoundUp : le volume 1 atteint une note critique de 8,8 ; le volume 2 atteint 9,2 le troisième 9,6 et le quatrième 9,7.
Sur SensCritique, pour l'adaptation française, le volume 1 obtient 7,3 et est classé 4e meilleur Comic de 2019.

## Adaptation en série télévisée
Selon Deadline Hollywood, Netflix avait donné à The Magic Order une commande de série avec James Wan et Lindsey Beer en tant que producteurs exécutifs, Beer étant également embauchée comme show runneuse de la série et Wan pour la réalisation du pilote. Cependant, le 9 octobre 2020, Netflix a choisi de mettre en pause la production en raison de la pandémie de COVID-19. En avril 2021, il a été annoncé que la série « était de nouveau en développement actif ». Le tournage, qui devait commencer en novembre 2023 à Chicago, a de nouveau été reporté à cause de la grève des scénaristes.